# Shō Itō
Shō Itō (伊藤 翔?, Itō Shō; Kasugai, 24 luglio 1988) è un calciatore giapponese, attaccante dello Yokohama FC.

## Carriera

### Club
Dopo aver partecipato nel 2006 ad un provino per l'Arsenal, in cui aveva impressionato Arsène Wenger, nel 2007 si trasferisce al Grenoble, con il quale debutta in Ligue 1 nella stagione 2009-2010.

## Palmarès

### Individuale
- Capocannoniere della Coppa J. League: 1

2018: (8 gol)